# Sonzia
Sonzia (in sloveno Soča), è un paese della Slovenia, frazione del comune di Plezzo, nell'alta valle del fiume Isonzo e alle pendici delle Alpi Giulie. È situata a 11,3 km a est del capoluogo comunale e a 24,1 km dal confine italiano; in essa sono inoltre presenti gli agglomerati di Log, Črč, Črešnjica, Na Skali, Lemovje, Na Skalah, Planina nad Sočo, Pod Bregom, Podiclanzi (Podklanec), Pod Vršičem, Pod Zjabci, Pri Kumerčih, Monkež, Vrsnik e V Klancu.

## Storia
Dopo la caduta dell'Impero romano d'Occidente, e la parentesi del Regno ostrogoto, i Longobardi si insediarono nel suo territorio, seguiti poi attorno al VI secolo da popolazioni slave. Alla caduta del Regno longobardo subentrarono quindi i Franchi; nell'887 Arnolfo, Re dei Franchi orientali, istituì la marca di Carniola; nel 957 la Carniola passò sotto l'autorità del Duca di Baviera e poi nel 976 nel Ducato di Carinzia appena costituito dall'imperatore Ottone II.
In seguito il Ducato di Carinzia passò, come ricompensa per i servigi resi all'imperatore Rodolfo I contro Ottocaro II di Boemia, a Mainardo II di Tirolo-Gorizia; il territorio quindi entrò nella Contea di Gorizia e in seguito della Contea di Gorizia e Gradisca e poi nel 1500 passò alla Casa d’Asburgo.
Con il trattato di Schönbrunn (1809), la parte dell'attuale insediamento sulla sponda destra del fiume Isonzo passò al Regno d’Italia napoleonico nel Dipartimento di Passariano trovandosene al confine (che passava attraverso la sorgente dell'Isonzo e scorreva fino alla sua foce), mentre la parte sulla sponda sinistra del fiume entrò a far parte delle Province Illiriche.
Col Congresso di Vienna nel 1815 entrambe le parti rientrarono in mano austriaca; passarono in seguito sotto il profilo amministrativo al Litorale austriaco nel 1849 ma sempre come due comuni catastali distinti. Il comune della sinistra Sonzia comprendeva l'insediamento di Lepenje/Lepena. In quest'epoca il paese era noto con i toponimi di Sozha o Sotscha, e poi col toponimo sloveno di Soča. In seguito i due comuni vennero uniti in un unico comune e come tale il paese (italianizzato in Sonzia) venne annesso al Regno d'Italia nel 1920. Tra le due guerre mondiali si trovava sul confine con la Jugoslavia e fu comune autonomo della provincia del Friuli; nel 1927, passò alla ricostituita Provincia di Gorizia e, oltre a comprendere la frazione di Lepegna (Lepena), l'anno successivo s'ingrandì assorbendo il comune di Trenta d'Isonzo, che includeva il centro di Santa Maria di Trenta (Pri Cerkvi).
Nel 1947, in seguito alla seconda guerra mondiale e ai Trattati di Parigi, il paese passò alla Jugoslavia e quindi alla Slovenia.

## Geografia fisica

### Alture e passi principali
Monte Grinta di Plezzo (Bavški Grintavec), 2344 m; Vršac, 2238 m; Čelo, 2231 m; Velika baba, 2013 m; Lanževica, 2003 m; Monte Col (Kal), 2001 m; Kaluder, 1980 m; Planja/Bandera, 1964 m; Porta Grande (Velika Vrata), 1924 m; Passo Oslova, 1824 m; Špičica, 1783 m e Črni vrh, 1515 m.

### Corsi d'acqua
- Fiume Isonzo (Soča); Suhi potok; Vrsnica.